# Barra do Bugres
Barra do Bugres este un oraș în Mato Grosso (MT), Brazilia.